# Evanílson
Evanílson Aparecido Ferreira, plus connu sous le nom d'Evanílson, est un footballeur international brésilien né le 12 septembre 1975 à Diamantina (Brésil). Il évoluait au poste de latéral droit.

## Biographie
Evanilson est sélectionné à 13 reprises en équipe du Brésil. Sa première sélection remonte au 5 juin 1999 lors d'un match face aux Pays-Bas, sa dernière au 15 août 2000 lors d'un match face au Chili. 

## Palmarès
Avec l'América FC :
- Champion du Brésil de Série B en 1997

Avec le Borussia Dortmund :
- Champion d'Allemagne en 2002
- Finaliste de la Coupe de l'UEFA en 2002
- Finaliste de la Coupe de la Ligue en 2003

Avec le Sport Club do Recife :
- Champion de l'État du Pernambuc en 2007

Avec l'équipe du Brésil  :
- 13 sélections en équipe du Brésil entre 1999 et 2000
- Vainqueur de la Copa América en 1999